# Open 13 2006
Open 13 2006 — тенісний турнір, що проходив на кортах з твердим покриттям у місті Марсель, Франція з 13 лютого . Належав до категорії ATP International Series.

## Фінальна частина

### Одиночний розряд
Арно Клеман —  Маріо Анчич 6–4, 6–2

### Парний розряд
Мартін Дамм /  Радек Штепанек —  Марк Ноулз (тенісист) /  Деніел Нестор 6–2, 6–7(4–7), [10–3]